# I. Harold angol király
I. Harold Knutsson vagy Nyúllábú Harold (angolul: Harold Harefoot) (1016/1017 – 1040. március 17.) Anglia kormányzója 1035 novemberétől, királya 1037-től haláláig; melléknevét gyorsaságáról és vadászatban való ügyességéről kapta.
I. Knut törvénytelen fiaként született. Harald fiatalabb féltestvére, a törvényes születésü Hardeknut volt Dánia és Anglia trónjának örököse, de mivel Dániában szorongatta a norvég és a svéd király, nem tudott elutazni a koronázásra, ezért ideiglenesen Haraldot tették meg kormányzóvá. Az uralom hamar teljesen a kezébe került, és 1037-ben Oxfordban királlyá koronázták. Miután Harold királlyá nyilvánította magát, elűzte Hardeknut édesanyját, Emmát. Felelősség terhelte a trónra ugyancsak pályázó Alfréd Aetheling megvakításáért kegyetlen meggyilkolásáért. Birtokát megvédte a walesi és a skót támadással szemben. Hirtelen halt meg Oxfordban, pont amikor Hardeknut támadásra készült ellene.

## Utóélete
Halála után holttestét féltestvére, Hardeknut kiásatta, fejét levágatta, és egy mocsárba dobatta. Egy halász azonban rátalált, és Haroldot újra tudták temetni Londonban. Nyughelye, a St. Clement Dane's, a mai bírósággal szemben, a Fleet Street és az Aldwych találkozásánál található.

## Gyermeke
Harold egy Elgiva nevű asszonyt vett feleségül, aki egy fiút szült neki:
- Elfwin[2] (? – 1062 után)